# ريتشارد هيلتون
ريتشارد هيلتون (بالإنجليزية: Richard Hilton)‏ هو مسير أعمال أمريكي، ولد في 17 أغسطس 1955 في لوس أنجلوس في الولايات المتحدة.

## وصلات خارجية
- ريتشارد هيلتون على موقع IMDb (الإنجليزية)
- ريتشارد هيلتون على موقع إن إن دي بي (الإنجليزية)
- ريتشارد هيلتون على موقع قاعدة بيانات الفيلم (الإنجليزية)